# José María Fernández Buelta
José María Fernández Buelta (Ribadesella, 18 de marzo de 1894 - Oviedo, 9 de diciembre de 1992) fue un periodista y arqueólogo español. Su más reconocido trabajo fue su colaboración en la reconstrucción de la Cámara Santa de la Catedral de Oviedo.

## Biografía
Estudió latín y humanidades en Valdediós y derecho en la Universidad de Oviedo. Ya desde su juventud se aficionó al periodismo y la arqueología. Fue redactor del diario Región de Oviedo y colaboró en ABC y Blanco y Negro. Formó parte del consejo de redacción de El Carbayón y La Voz de Asturias, para trabajar después en La Nueva España. Fue además un experto en el arte de la fotografía, lo que le sirvió como ayuda para sus investigaciones arqueológicas. 
En colaboración con Víctor Hevia, fue uno de los personajes clave en la reconstrucción de la Cámara Santa de la Catedral de Oviedo tras su voladura en la Revolución de Asturias de 1934 y el impulsor de la creación del Jardín de los Reyes Caudillos junto a la Catedral para conmemorar los actos del milenario de Alfonso II. Entre sus campañas, destaca la que llevó a cabo para recuperar el Monasterio de San Vicente e instalar en él el Museo Arqueológico. También proyectó convertir el antiguo Hospicio en museo etnográfico, pero la Diputación Provincial desistió al convertirse en el Hotel Reconquista.
También realizó importantes excavaciones arqueológicas en Oviedo, descubriendo importantes vestigios del núcleo fundacional de la ciudad y en 1932 el trozo que faltaba del ara fundacional de Santa María del Naranco. También destacó por su recopilación de testimonios cinematográficos de personajes de la época, como Alejandro Casona o Sabino Álvarez Gendín. 
El Ayuntamiento de Oviedo homenajeó a José María Fernández Buelta dándole su nombre a una calle de la ciudad el 15 de marzo de 1988.